# Phương pháp so sánh – lịch sử

Bản đồ ngôn ngữ cho thấy một mô hình cây nhóm ngôn ngữ Rôman dựa trên phương pháp so sánh.

Trong ngôn ngữ học, phương pháp so sánh – lịch sử (ngắn gọn là phương pháp so sánh) là cách thức nghiên cứu sự phát triển của ngôn ngữ bằng cách so sánh hai (hay hơn) ngôn ngữ có chung nguồn gốc về từng đặc điểm một, rồi từ đó suy đoán đặc điểm của ngôn ngữ tiền thân. Phương pháp so sánh trái ngược với phục dựng nội suy (suy đoán sự phát triển của ngôn ngữ bằng cách xem xét đặc điểm trong riêng ngôn ngữ đó). Thường thì cả hai phương pháp được tận dụng để phục dựng dạng ngôn ngữ tiền thân vào giai đoạn chưa có chữ viết; để trám vào giai đoạn đứt quãng khi mà ngôn ngữ không được viết ra; để tìm hiểu sự phát triển âm vị học, hình thái học; hay để chứng thực hay bác bỏ mối quan hệ giữa hai ngôn ngữ.
Phương pháp so sánh hình thành, phát triển vào thế kỷ XIX. Hai học giả người Đan Mạch Rasmus Rask và Karl Verner cùng học giả người Đức Jacob Grimm là những người đã có đóng góp then chốt. Nhà ngôn ngữ đầu tiên đưa ra dạng phục dựng cho ngôn ngữ nguyên thủy là August Schleicher, trong cuốn Compendium der vergleichenden Grammatik der indogermanischen Sprachen ("Trích yếu ngữ pháp so sánh ngôn ngữ Ấn-German"), phát hành năm 1861.